# Вирвору-де-Жос (комуна)
Вирвору-де-Жос (рум. Vârvoru de Jos) — комуна у повіті Долж в Румунії. До складу комуни входять такі села (дані про населення за 2002 рік):
- Бужор (145 осіб)
- Вирвор (799 осіб)
- Вирвору-де-Жос (269 осіб)
- Габру (348 осіб)
- Доброміра (353 особи)
- Дрегоая (218 осіб)
- Кріва (436 осіб)
- Чутура (819 осіб)

Комуна розташована на відстані 199 км на захід від Бухареста, 18 км на південний захід від Крайови.

## Населення
За даними перепису населення 2002 року у комуні проживали 3387 осіб.
Національний склад населення комуни:
| Національність | Кількість осіб | Відсоток |
| -------------- | -------------- | -------- |
| румуни         | 3385           | 99,9%    |
| цигани         | 2              | 0,1%     |

Рідною мовою назвали:
| Мова      | Кількість осіб | Відсоток |
| --------- | -------------- | -------- |
| румунська | 3386           | > 99,9%  |
| циганська | 1              | < 0,1%   |

Склад населення комуни за віросповіданням:
| Релігія        | Кількість осіб | Відсоток |
| -------------- | -------------- | -------- |
| православні    | 3314           | 97,8%    |
| адвентисти     | 70             | 2,1%     |
| римо-католики  | 1              | < 0,1%   |
| греко-католики | 1              | < 0,1%   |
| лютерани       | 1              | < 0,1%   |